# Aleksej Ovtjinin
Aleksej Nikolajevitj Ovtjinin (ryska: Алексей Николаевич Овчинин IPA: [ɐlʲɪkˈsʲej nʲɪkɐˈla(j)ɪvʲɪtɕ ɐfˈtɕinʲɪn];),  är en rysk kosmonaut född 28 september 1971 i Rybinsk. Han var kommendör på Sojuz TMA-20M som besökte Internationella rymdstationen 2016. Ovtjinin avslutade sin utbildning som flygingenjör vid Jejsk militärpilot-högskola 1992. Sedan var han fram till 1998 flygutbildare vid den ryska armén, främst för Jakovlev Jak-52 och för Aero L-39 Albatros. År 2014 hade han över 1300 flygtimmar. Mellan 2006 och 2009 utbildade han sig till kosmonaut. Hans första rymdfärd var med Sojuz TMA-20M som sköts upp den 18 mars 2016. Rymdfärden var en del av Expedition 47/48. Sojuz TMA-20M flög till den internationella rymdstationen och landade på jorden igen den 7 september 2016. 

## Biografi

### Utbildning
Ovtjinin har examen från en skola motsvarande svenskt gymnasium i den ryska staden Rybinsk. Från augusti 1988 till september 1990 gick han på Borisoglebsk militärpilot-högskola. Från september 1990 till augusti 1992 gick han på Jejsk militärpilot-högskola, där han tog en examen som flygplansingenjör. 

### Erfarenheter
Efter sin examen från Jejsk militärpilot-högskola arbetade han från augusti 1992 till och med februari 1998 som pilotinstruktör vid Regementet för flygträning (TAR). TAR är en del av samma skola Ovtjinin tog examen från. Från februari 1998 till september 2003 arbetade han först som pilotinstruktör och senare som befälhavare över flygsektionen vid Krasnodars militära flyg institut (MAI) i Kotelnikovo (i regionen Volga). Från september 2003 till dess att han skolade om till astronaut var han befälhavare vid OITAPON (70:e specialregementet för flygning). År 2012 blev han på order av Rysslands dåvarande försvarsminister degraderad till reserv inom den ryska militären. Ovtjinin är andra gradens pilotinstruktör. 

### Förberedelser för rymdfärd
På ett möte för uttagning av kosmonauter den 11 oktober 2006 fick Ovtjinin en plats på kosmonautprogrammet på Yuri Gagarin Kosmonautcentrum. Den 9 juni 2009 klarade han proven för att bli en "testkosmonaut" och tilldelades kosmonautcertifikat Nr. 205. (Rysslands 205:e kosmonaut.) I september 2013 deltog han i ett projekt som heter CAVES . Projektet gick ut på att sex astrounauter och kosmonauter (Aleksej Ovtjinin, Michael Barratt, Jack Fisher, Jeremy Hansen, Paolo Nespoli och Satoshi Furukawa) skulle arbeta tillsammans under jorden i extrema förhållanden.  Syftet var att astrounauterna och kosmonauterna ska lära sig jobba säkert och effektivt i multikulturella grupper. Denna två veckor långa kurs hölls i grottor på Sicilien i Italien. Som förberedelse för sin egen stundande rymdfärd arbetade Ovtjinin med förberedelserna för uppskjutningen av Sojuz TMA-16M, en färja som sköts upp 27 mars 2015.

## Rymdfärder

### Sojuz TMA-20M, Expedition 47/48
Sojuz TMA-20M, Expedition 47/48, som sköts upp den 18 mars 2016. Sojuz TMA-20M flög till den internationella rymdstationen (ISS) Den landade på jorden igen den 7 september 2016.

### Sojuz MS-10
Den 11 oktober 2018 sköts han upp tillsammans med en amerikanske astronauten Nick Hague för att delta i Expedition 57/58. Strax efter uppskjutningen uppstod problem med raketen och flygningen avbröts.

### Sojuz MS-12, Expedition 59/60
Sojuz MS-12, Expedition 59/60, som sköts upp den 14 mars 2019.